# Gonzalo Pontón
Gonzalo Pontón Gómez (* 1944 in Barcelona) ist ein spanischer Herausgeber, Literaturkritiker, Historiker, Polyglotter, Übersetzer und Essayist.

## Biografie
Gonzalo Pontón trat zunächst als Druckkorrektor in die Verlagswelt ein. Im Jahr 1964 begann er als Herausgeber für den Verlag Ariel zu arbeiten, während er Moderne und zeitgenössische Geschichte an der Universität Barcelona mit Spezialisierung auf moderne Wirtschaftsgeschichte  studierte. 1976 gründete er den Verlag Crítica, für den er 2007 den spanischen Premio Nacional a la Mejor Labor Editorial (Nationalpreis für die beste Verlagsarbeit) erhielt. Nachdem Crítica durch den Verlag Planeta aufgekauft wurde, wurde er in Rente geschickt und für zwei Jahre verpflichtet, nicht als Verleger tätig zu sein. Zusammen mit seinen Söhnen gründete er 2011 einen neuen Verlag, Pasado & Presente.
Nach annähernd 2500 verlegten Büchern im Laufe seines Lebens – ungefähr die Hälfte davon Geschichtsbücher – und nachdem er nach der Abmachung mit Planeta aus Vertragsgründen eine Zeit lang nicht als Verleger tätig sein durfte, entschied er sich dazu, sein erstes und bisher (Stand 2022) einziges Buch zu schreiben, La lucha por la desigualdad (hrsg. Pasado & Presente, 2016), für das er 2017 den nationalen Essay-Preis Premio Nacional de Ensayo bekam, welcher durch das Ministerium für Bildung, Kultur und Sport verliehen wird. Die Jury begründete die Auszeichnung „durch die Gewandtheit und Weisheit der Prosa, durch ihre intelligente Erforschung der Wurzeln der Ungleichheit und durch die Behandlung der Aufklärung aus einer neuartigen und aktuellen Perspektive“. Das Buch versucht, die Herkunft der heutigen Ungleichheit unter die Lupe zu nehmen, welche sie in der Aufklärung situiert, es ist also eine „kritische Lektüre des sogenannten Siglo de las Luces (Zeitalter der Aufklärung)“, in der der Mythos des aufgeklärten Politikers, Intellektuellen und Ökonomen, der die besitzlosen Klassen unterstützt, verfällt, um sich in einen Verfechter des klassizistischen Kapitalismus zu verwandeln. In den Worten des Autors, „glaubten (die Aufklärer) nie an die Freiheit, Gleichheit und Brüderlichkeit“ und offenbarten „eine tiefe Abneigung gegen die Unterschicht“.
Im Jahr 2019 wurde Gonzalo Pontón von der Universität Pompeu Fabra zum Ehrendoktor ernannt.